# مدينة (رواية)
مدينة هي رواية خيال علمي محورها الإصلاح صدرت عام 1952 للكاتب الأمريكي كليفورد دي سيماك. تتكون نسخة القصة الأصلية من ثماني قصص قصيرة مترابطة، نُشرت جميعها في الأصل في مجلة الخيال العلمي التناظري والواقع تحت إشراف جون دبليو كامبل بين عامي 1944 و1951، بالإضافة إلى "ملاحظات" موجزة عن كل قصة. تمت كتابة هذه الملاحظات خصيصًا للكتاب، وكانت بمثابة قصة جسر خاصة بهم. تمت إعادة طباعة الكتاب باسم ACE في عام 1958، ورسم الغلاف التوضيحي أجراه إد إد فاليغورسكي.
نشر سيماك تاسع قصة من مدينة في عام 1973 بعنوان "خاتمة". وبدءًا من النسخ الصادرة عام 1980، تشتمل بعض إصدارات مدينة (وليس كلها) على قصة "خاتمة".